# De Havilland Canada DHC-2 Beaver
O de Havilland Canada DHC-2 Beaver é uma aeronave monomotor, asa alta, a hélice, com capacidade STOL desenvolvida pela de Havilland Canada, conhecida inicialmente como um bush plane. É utilizado para transporte de cargas e passageiros, serviços agrícolas e foi amplamente adotado por forças armadas como uma aeronave utilitária. O Exército dos Estados Unidos comprou centenas desta aeronave; nove DHC-2 ainda estão em serviço pela Patrulha Aérea Civil para busca e salvamento. Um Beaver da Força Aérea Real da Nova Zelândia auxiliou a expedição de Sir Edmund Hillary para o Pólo Sul. Mais de 1.600 Beaver's foram prduzidos até 1967, quando a linha original de produção foi interrompida.
Devido a seu grande sucesso, a Royal Canadian Mint comemorou o Beaver em uma edição especial da moeda canadense quarter (referente a 0,25 CAD) em Novembro de 1999.

## Projeto e Desenvolvimento

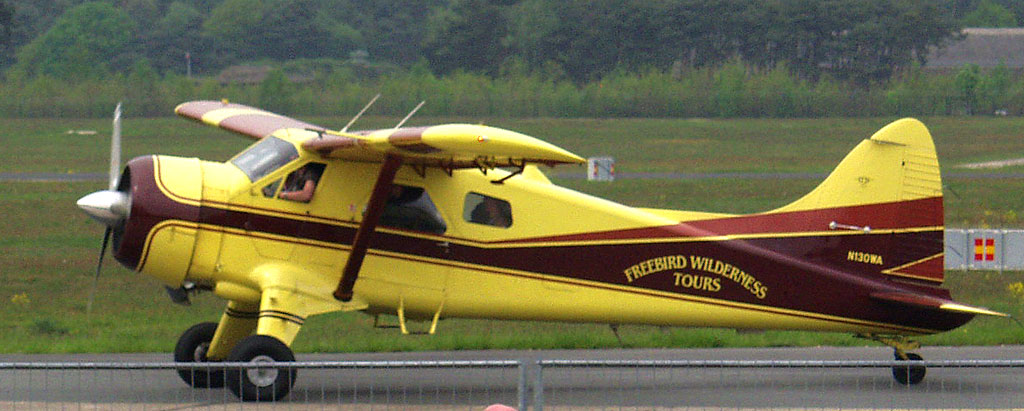
Um Beaver operado pela Freebird Wilderness Tours, no Aeroporto de Niederrhein, Alemanha

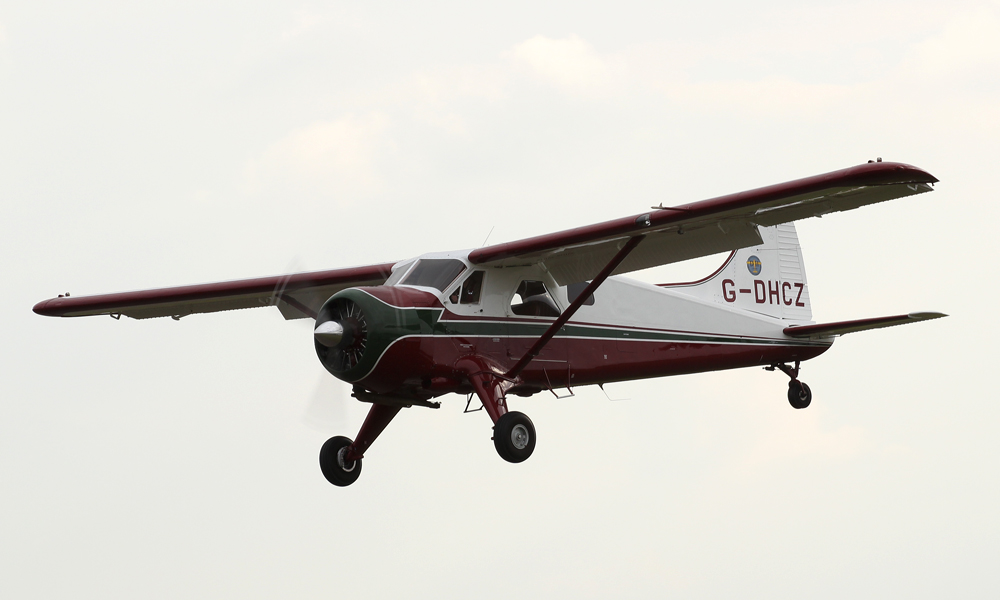
De Havilland Canada DHC-2 Beaver Mk1

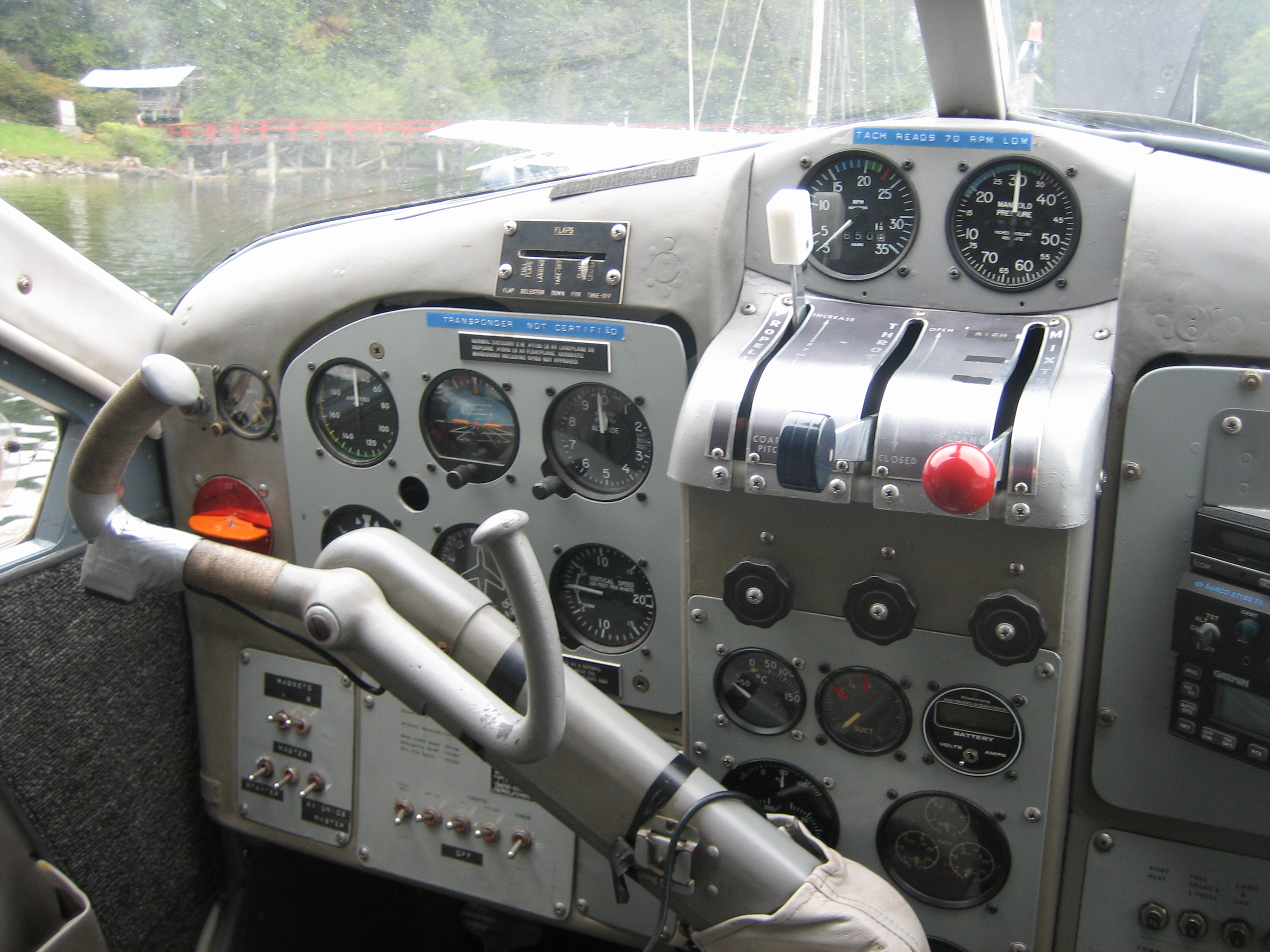
Painel de Instrumentos de um DHC-2 -- observe o manche para um só piloto, ele pode ser passado ao copiloto durante o voo.

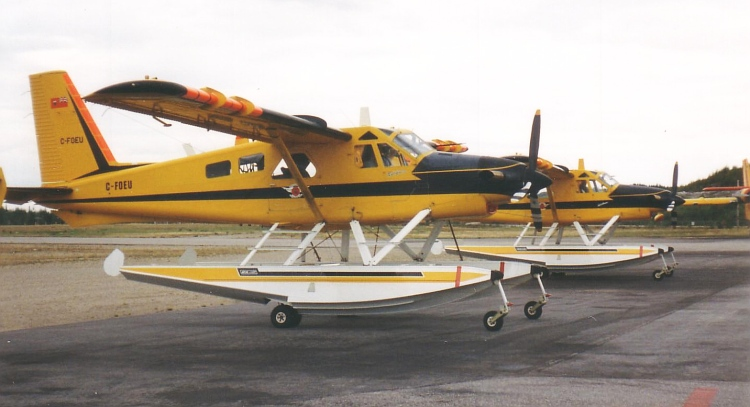
deHavilland DHC-2 Mk 3 Turbo Beaver's anfíbio do Ministério de Recursos Naturais canadense em Dryden, 1995

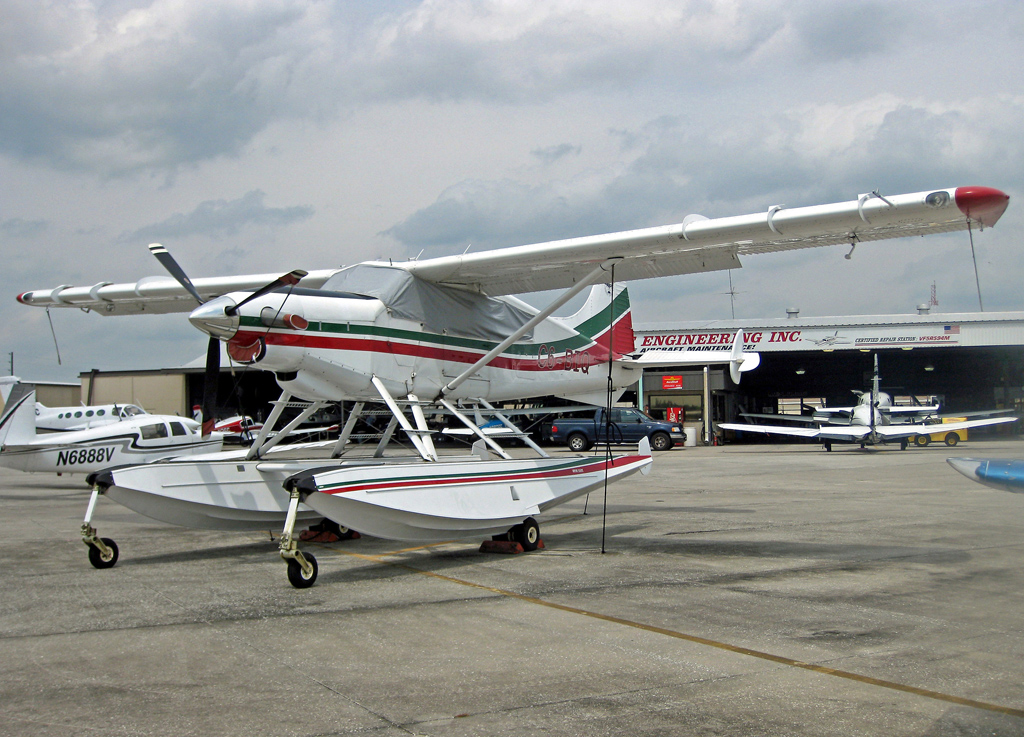
Conversão do Wipaire Boss Beaver com motor PT-6, mantendo a forma original do estabilizador vertical com flutuadores, no Aeroporto Municipal de Bartow, Florida em 2011

Após a guerra, a de Havilland Canada focou-se no mercado civil, imaginando que os contratos militares não iriam garantir a estabilidade de seu negócio. A empresa contratou então Punch Dickins, um famoso bush pilot, como Diretor de Vendas, começando com um programa extensivo de coleta de solicitações de outros pilotos, a fim de entender o que eles precisavam em uma nova aeronave. Quase que sem variação, os pilotos pediram por muito mais potência nos motores e capacidade STOL, em um projeto que poderia ser facilmente adaptado com rodas, ski's ou flutuadores. Quando os engenheiros da de Havilland notaram que isto resultaria em uma performance ruim em cruzeiro, um piloto respondeu "Só precisa ser mais rápido que um trenó puxado por cachorros". Outras sugestões também foram importantes no desenvolvimento da aeronave para este tipo de voo; portas foram instaladas em ambos os lados da aeronave, de forma que o carregamento fosse fácil, não importando o tamanho do porto a qual estaria atracado. As portas foram também projetadas para serem largas o suficiente para que um tambor de 45 galões imperiais fosse colocado na aeronave.

## Versões
Beaver IMonomotor de transporte utilitário com performance STOL.
Beaver AL Mk 1Monomotor de transporte utilitário com performance STOL para o Exército Britânico.
C-127desiganção original para o DHC-2 utilizado pelas Forças Armadas dos Estados Unidos, re-designado L-20.
YL-20Aeronave de testes para as Forças Armadas dos Estados Unidos.
L-20A BeaverMonomotor de transporte utilitário com performance STOL para o Exército dos Estados Unidos, mais tarde designado como U-6A em 1962, 968 aeronaves construídas.
L-20B BeaverSimilar ao L-20A, mas com poucas mudanças em equipamentos. Seis aeronaves vendidas para o Exército dos Estados Unidos. Re-designado como U-6B em 1962.
U-6AAeronave L-20A do Exército dos Estados Unidos redesignada
U-6BAeronave L-20B do Exército dos Estados Unidos redesignada
Beaver IIUma aeronave produzida com motor radial à pistão Alvis Leonides.
Wipaire Super BeaverConversão das aeronaves restantes das Forças Armadas dos Estados Unidos.
Wipaire Boss Turbo-BeaverVersão convertida para motor turbo-hélice PT-6, mantendo a forma do estabilizador vertical
Turbo-Beaver IIIMotorizado com um Pratt & Whitney PT6A-6 ou -20 de 431 kW (578 ehp).
Airtech Canada DHC-2/PZL-3SConversão pela Airtech Canada nos anos 1980, usando motores radiais PZL-3 de 600 hp (450 kW)
Volpar Model 4000Foi uma conversão da década de 1970 pela Volpar, voando pela primeira vez em Abril de 1972 com um nariz modificado, adaptando um turbo-hélice AiResearch TPE331-2U-203 com uma hélice de três pás. Outras mudanças incluíam um novo estabilizador vertical e leme.
Viking DHC-2T Turbo BeaverBeavers remanufaturados pela Viking Air, adaptado com motores Pratt & Whitney Canada PT6A-34 de 680hp.

## Operadores

### Civis
O DHC-2 é popular em empresas de voo charter, forças policiais e pequenas empresas de taxi aéreo, bem como aeronaves privadas e de empresas. Ambas as Real Polícia Montada do Canadá e o Controle de Fronteiras Finandesas operam a aeronave.

### Operadores Militares
Argentina
- Força Aérea da Argentina

 Austrália

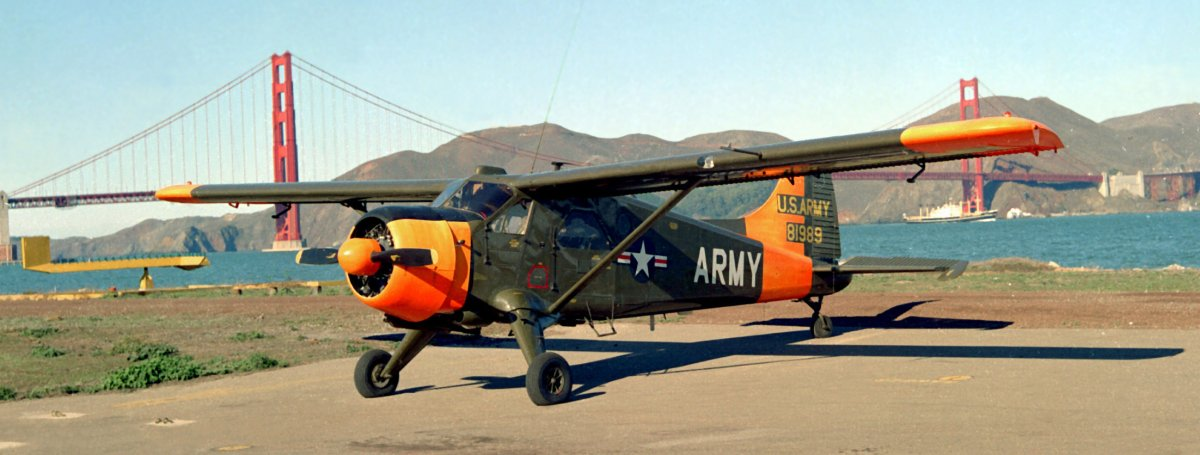
Modelo do Exército Americano

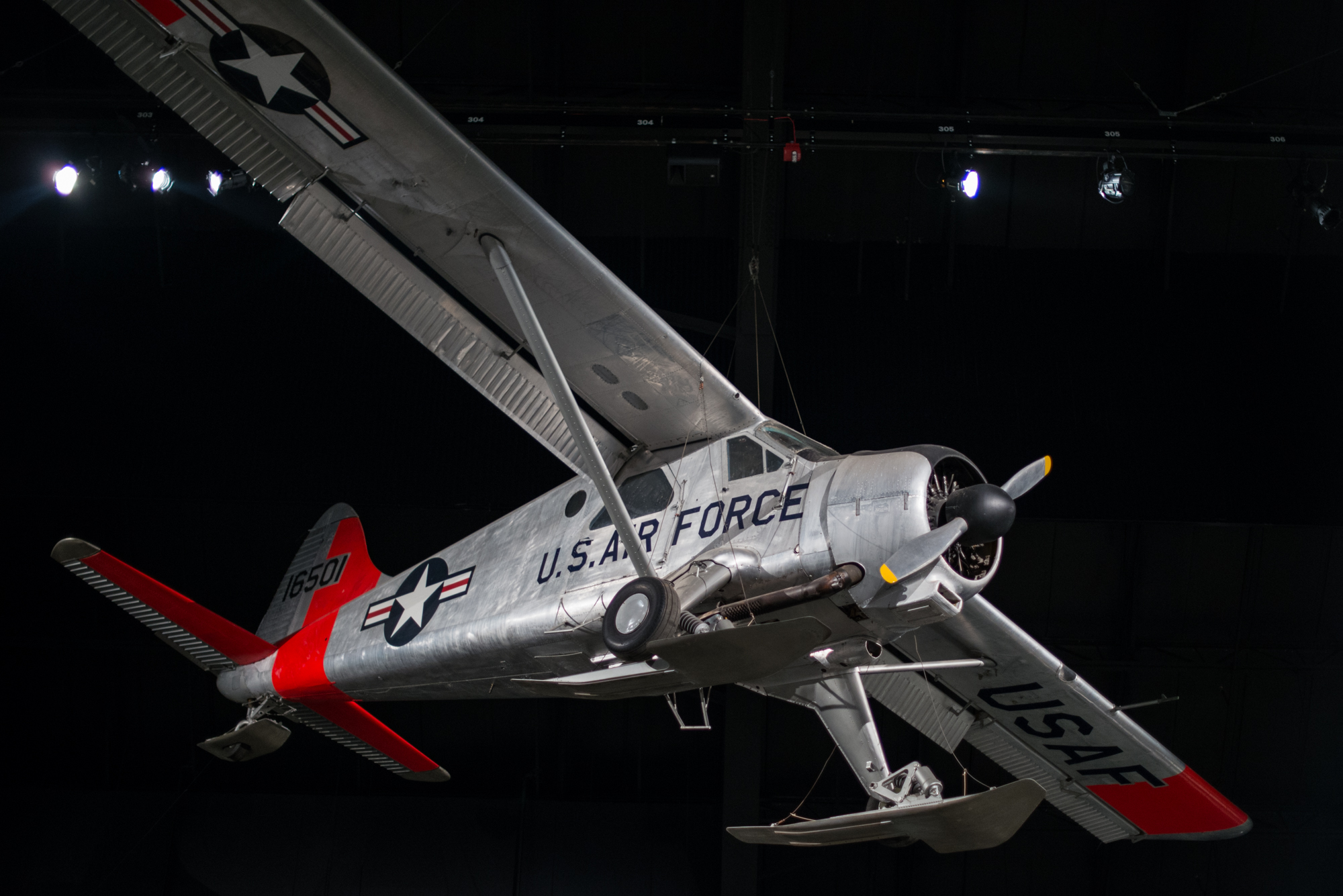
U-6A Beaver no National Museum of the United States Airforce

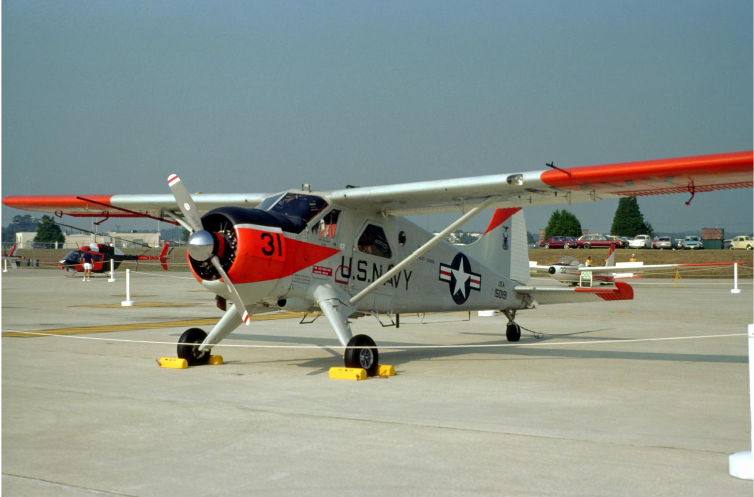
U-6A Beaver em exibição

- Força Aérea Real da Austrália - Cinco em serviço entre 1955-1964.
  - Antarctic Flight RAAF
  - No. 1 Air Trials Unit

 Áustria
- Força Aérea da Áustria

 Burma
- Força Aérea de Burma

 Camboja
- Força Aérea Real da Cambodia recebeu três L-20 dos Estados Unidos no final da década de 1950.[5]

 Chile
- Força Aérea do Chile

 Colômbia
- Força Aérea da Colômbia

 Cuba
- Força Aérea Cubana

 República Dominicana
- Força Aérea de Dominica

 Finlândia
- Força Aérea Finlandesa
- Controle de Fronteiras Finlandesa

 França
- Força Aérea da França

 Gana
- Força Aérea de Gana

 Grécia
- Força Aérea da Grécia
- Exército da Grécia

 Haiti
- Forças Armadas do Haiti

 Indonésia
 Iran
- Força Aérea Imperial Iraniana

 Quênia
- Força Aérea de Kenia (em operação entre 1964-83)

 Laos
- Força Aérea Real de Lao

 Países Baixos
- Real Força Aérea Neerlandesa

 Nova Zelândia
- Royal New Zealand Air Force

 Omã
- Força Aérea Real de Omã

 Panama
- Forças Públicas do Panamá

 Paraguai
- Força Aérea do Paraguai - 4 U-6A doados pelo MAP em 1975

 Peru
- Força Aérea do Peru

 Filipinas
- Força Aérea das Filipinas

 Tailândia
- Exército da Tailândia

 Turquia
- Exército da Turquia

 Uganda
 Reino Unido
- Exército Britânico adquiriu 46 Beavers.[3]
  - Aden Protectorate, 15 do Exército Britânico (A.A.C) (7 Beavers operando no aeródromo de Falaise, Little Aden)

 Estados Unidos
- Patrulha Aérea Civil
- Exército dos Estados Unidos
- Força Aérea dos Estados Unidos[6]
- Marinha dos Estados Unidos[7]

 Iugoslávia
- Força Aérea da Iugoslávia

 Zâmbia
- Força Aérea da Zâmbia

### Outros
- Força Aérea da Federação da Arábia do Sul
- Força Aérea do Vietnam
- Força Aérea do Yemen do Sul

## Acidentes e incidentes
Houve 211 incidentes envolvendo o DHC-2 e 442 mortes.

## Aeronaves em Exibição
- Canada Aviation and Space Museum - DHC-2[1]
- National Museum of the U.S. Air Force, Wright-Patterson AFB, U-6A, USAF S/N 51-16501[6]
- Há um U-6A em exibição no New England Air Museum, Windsor Locks, CT
- DHC-2 na Bass Pro Shops em Vaughan Mills, Vaughan

## Ligações Externas
- Website do de Havilland DHC-2 Beaver por Neil Aird
- de Havilland Canada DHC-2 Beaver no Canada Aviation and Space Museum
- "Plush Job For The Bush" , Novembro de 1949, Popular Science